# Poncho
För seriefiguren, se Pooch Café.

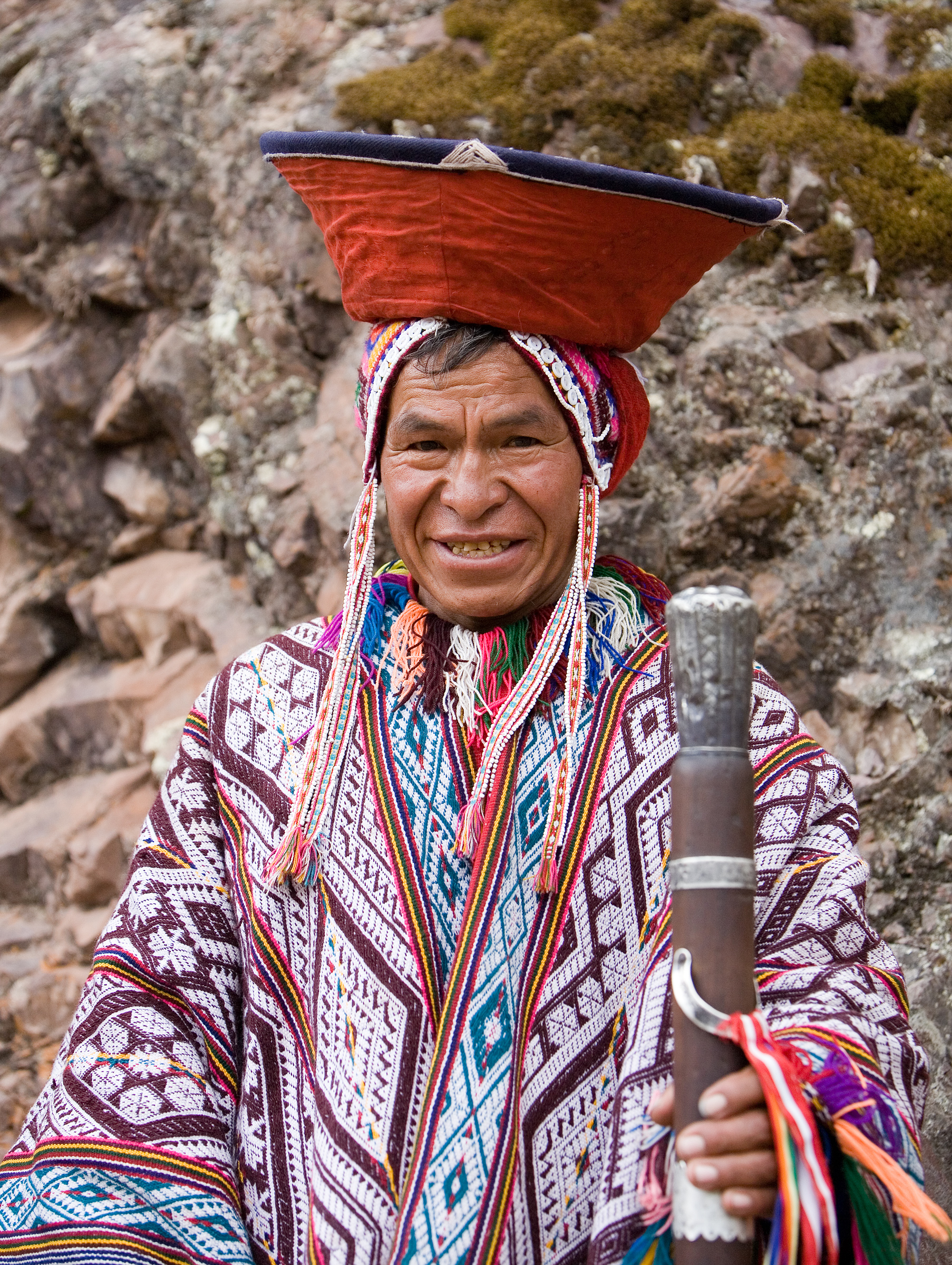
Quechua-man klädd i poncho.

Poncho (uttal:  /'pɔntʃo/) är enkelt klädesplagg. Det liknar oftast en fyrkantig filt eller täcke med hål i centrum, som huvudet träs genom. Ponchon har funnits åtminstone sedan 1000 år före vår tidsräkning. Historiska fynd tillskriver ponchons ursprung till kulturerna före Inkafolket, samt Inkariket, Paracaskulturen och Nazcakulturen. Den designades med alpackafiber för att hålla i all evighet och på så sätt följa med de döda i livet efter detta.
Ponchon fungerar både som ytterplagg under dagen och som filt på natten. Vanligen är den handvävd i lamaull, oftast randig och i starka, klara färger. Ponchon blev europeiskt modeplagg på 1960-talet och har som sådan också kommit att tillverkas i andra material än de traditionella.

## Ursprung
Ordet poncho kommer från amerikansk spanska och är i sin tur hämtat ur ett inhemskt latinamerikanskt språk. Poncholiknande klädesplagg har dock funnits på de flesta kontinenter, som ett grundläggande enkelt klädesplagg. De tidigaste varianterna tros ha kommit ur det gamla bruket att klä sig i djurskinn som skurit hål i och sedan trätt över huvudet. Spridningen i historisk tid började sannolikt efter att man började med fåravel.

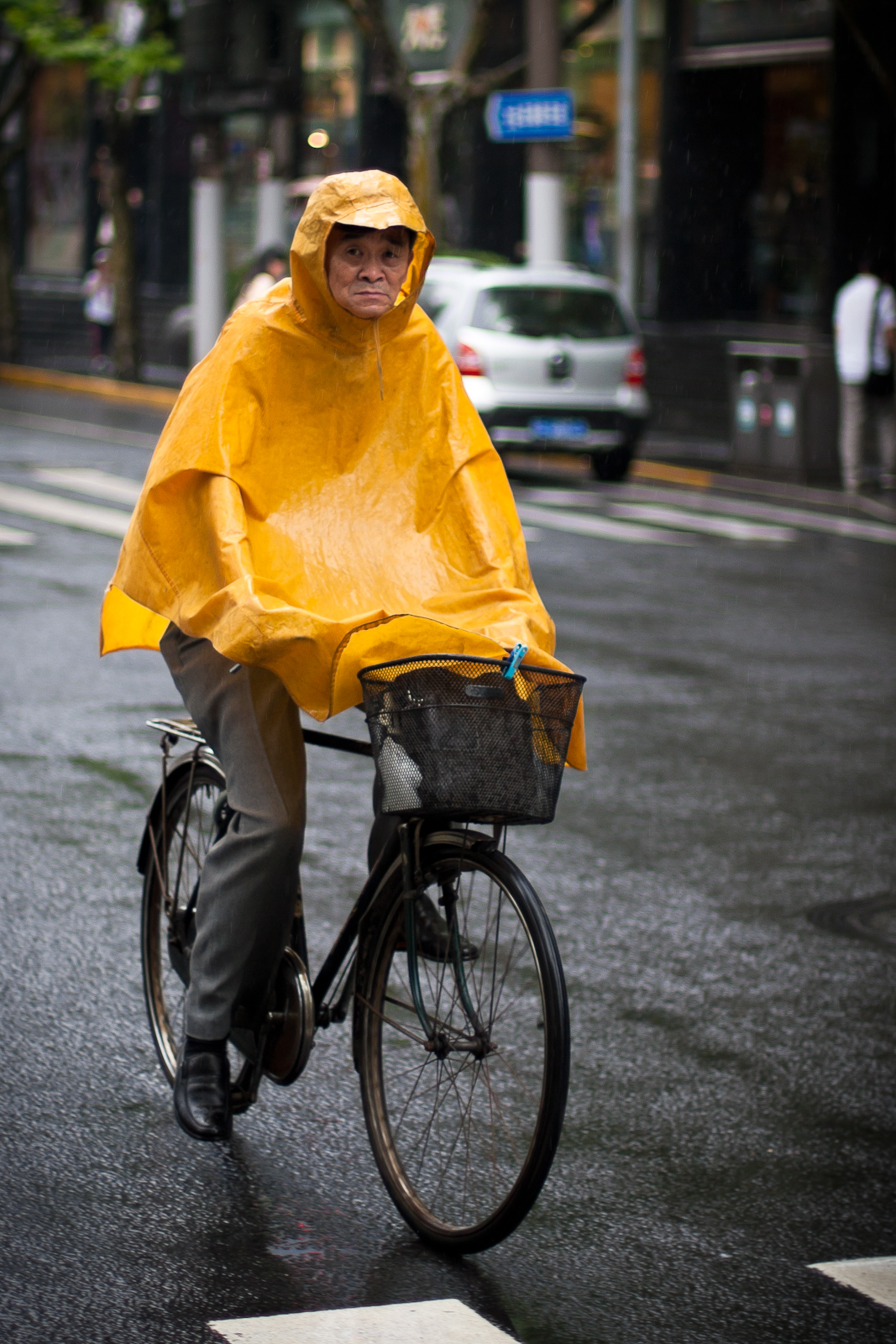
Kinesisk cyklist med regnponcho.

## Regnponcho
Det enkla ponchoformatet har också kommit till användning för regnkläder. En regnponcho är gjord i ett vattentätt material och är ofta försedd med huva. Regnponchor används ofta av cyklister, då dess format ger stor rörelsefrihet under materialet.

## Källhänvisningar
1. 1 2 3  "poncho". NE.se. Läst 19 oktober 2014.
2. ↑  [The Ponchos https://the-ponchos.com/blogs/the-ponchos-news/the-history-of-the-poncho]
3. 1 2  "poncho (clothing)". Britannica.com. Läst 19 oktober 2014. (engelska)